# Кнудсен, Сидсе Бабетт
Си́дсе Бабе́тт Кну́дсен (дат. Sidse Babett Knudsen, МФА [ˈsisə b̥ab̥ɛd̥ ˈkʰnusn̩], род. 22 ноября 1968, Копенгаген) — датская актриса.

## Биография
Родилась в 1968 году в Копенгагене в семье фотографа Эббе Кнудсена и школьной учительницы Сюзанны Андерсен. С 1987 по 1990 год училась в Театре де л’Омбрэ в Париже, хотя по-французски говорила мало. После возвращения в Данию Кнудсен играла в экспериментальном театре OVINE 302, а также в Театре Бетти Нансен и Королевском театре Дании в Копенгагене. Она свободно говорит по-английски и по-французски, что позволяет ей часто сниматься в американских и французских фильмах.
Получила международную известность после роли вымышленного датского премьер-министра Биргитте Нюборг в датском телесериале «Правительство».
Считается одной из лучших датских актрис своего поколения. За фильм «Давай исчезнем» (1997) она получила премии «Роберт» и «Бодиль» за лучшую женскую роль. В 1999 году вновь выиграла премию «Роберт» как лучшая актриса за фильм «Один единственный», в 2002 году номинировалась на «Бодиль» за роль в фильме «Мир Моны», а в 2006 году — за «После свадьбы». В 2016 году Кнудсен получила премию «Сезар» за лучшую женскую роль второго плана в фильме «Горностай».
Не замужем; есть сын (род. 2005 год).

## Фильмография
| Год       |   | Русское название                 | Оригинальное название            | Роль                               |
| --------- | - | -------------------------------- | -------------------------------- | ---------------------------------- |
| 1997      | ф | Давай исчезнем                   | Let’s Get Lost                   | Джули                              |
| 1999      | ф | Один единственный                | Den eneste ene                   | Сус                                |
| 2002      | ф | Мир Моны                         | Monas verden                     | Мона                               |
| 2006      | ф | После свадьбы                    | Efter brylluppet                 | Елена Ханнсон                      |
| 2010—2022 | с | Правительство                    | Borgen                           | Биргитте Нюборг                    |
| 2014      | ф | Герцог Бургундии                 | The Duke of Burgundu             | Синтия                             |
| 2016      | с | Мир Дикого запада                | Westworld                        | Тереза Каллен                      |
| 2016      | ф | Горностай                        | L’Hermine                        | Дитте                              |
| 2016      | ф | Голограмма для короля            | A Hologram for the King          | Ханна                              |
| 2016      | ф | Инферно                          | Inferno                          | Элизабет Сински                    |
| 2016      | ф | Дочь Бреста                      | La Fille de Brest                | Ирен Фрашон                        |
| 2017      | с | Электрические сны Филипа К. Дика | Philip K. Dick's Electric Dreams | Джилл                              |
| 2018      | ф | Маленькое красное платье         | In Fabric                        | манекенщица Джилл                  |
| 2019      | ф | Переводчики                      | Les traducteurs                  | Хелен Туксен (датская переводчица) |
| 2024      | ф | Сыновья                          | Оригинальное название неизвестно | Ева                                |